# Пеньяте, Джек
Джек Фабиан Пеньяте (англ. Jack Fabian Peñate, 2 сентября 1984, Блакхиз, Лондон) — британский музыкант, автор и исполнитель песен. Учился в Alleyn's School и провел один год в University College London, но бросил учёбу, чтобы продолжать свою музыкальную карьеру. Он играет с друзьями и членами группы Joel Porter (бас) и Alex Robins (барабаны). Сотрудничает со звукозаписывающей компанией XL Recordings.
Джек Пеньяте имеет англо-испанское происхождение. Его дед — известный писатель Мервин Пик.

## Дискография

### Альбомы
- 2007: Matinée
- 2009: Everything Is New
- 2020: After You
- 2020: Noetics (EP)
- 2024: Wondrous Strange

### Синглы
- 2006: "Second, Minute or Hour"
- 2007: "Spit at Stars"
- 2007: "Torn on the Platform"
- 2007: "Second, Minute or Hour"
- 2007: "Have I Been a Fool"
- 2009: "Tonight's Today"
- 2009: "Be the One"
- 2009: "Pull My Heart Away"
- 2019: "Prayer"
- 2019: "Murder"
- 2019: "Loaded Gun"
- 2020: "Noetics"
- 2020: "Remember in New York"
- 2021: "Crumbs"
- 2022: "Scars"